# Lijst van nummer 1-albums in de Album Top 100 in 1993
Onderstaande albums stonden in 1993 op nummer 1 in de Album Top 100, de voorloper van de huidige Media Markt Album Top 40. De lijst werd samengesteld door de Stichting Nederlandse Top 40.
| Nummer | Datum        | Artiest                       | Titel                              |
| ------ | ------------ | ----------------------------- | ---------------------------------- |
|        | 2 januari    | geen Album Top 100 verschenen | geen Album Top 100 verschenen      |
| 236    | 9 januari    | Soundtrack                    | The bodyguard                      |
|        | 16 januari   | Soundtrack                    | The bodyguard                      |
|        | 23 januari   | Soundtrack                    | The bodyguard                      |
|        | 30 januari   | Soundtrack                    | The bodyguard                      |
|        | 6 februari   | Soundtrack                    | The bodyguard                      |
|        | 13 februari  | Soundtrack                    | The bodyguard                      |
|        | 20 februari  | Soundtrack                    | The bodyguard                      |
|        | 27 februari  | Soundtrack                    | The bodyguard                      |
|        | 6 maart      | Soundtrack                    | The bodyguard                      |
|        | 13 maart     | Soundtrack                    | The bodyguard                      |
|        | 20 maart     | Soundtrack                    | The bodyguard                      |
| 235    | 27 maart     | Eric Clapton                  | Unplugged                          |
|        | 3 april      | Eric Clapton                  | Unplugged                          |
|        | 10 april     | Eric Clapton                  | Unplugged                          |
|        | 17 april     | Eric Clapton                  | Unplugged                          |
|        | 24 april     | Eric Clapton                  | Unplugged                          |
|        | 1 mei        | Eric Clapton                  | Unplugged                          |
| 237    | 8 mei        | BZN                           | Gold                               |
|        | 15 mei       | BZN                           | Gold                               |
|        | 22 mei       | BZN                           | Gold                               |
| 238    | 29 mei       | 2 Unlimited                   | No limits!                         |
|        | 5 juni       | 2 Unlimited                   | No limits!                         |
|        | 12 juni      | 2 Unlimited                   | No limits!                         |
|        | 19 juni      | 2 Unlimited                   | No limits!                         |
|        | 26 juni      | 2 Unlimited                   | No limits!                         |
|        | 3 juli       | 2 Unlimited                   | No limits!                         |
|        | 10 juli      | 2 Unlimited                   | No limits!                         |
| 239    | 17 juli      | Eros Ramazzotti               | Tutte storie                       |
|        | 24 juli      | Eros Ramazzotti               | Tutte storie                       |
| 240    | 31 juli      | U2                            | Zooropa                            |
|        | 7 augustus   | U2                            | Zooropa                            |
| 241    | 14 augustus  | UB40                          | Promises and lies                  |
|        | 21 augustus  | UB40                          | Promises and lies                  |
|        | 28 augustus  | UB40                          | Promises and lies                  |
| 242    | 4 september  | 4 Non Blondes                 | Bigger better faster more!         |
|        | 11 september | 4 Non Blondes                 | Bigger better faster more!         |
|        | 18 september | 4 Non Blondes                 | Bigger better faster more!         |
|        | 25 september | 4 Non Blondes                 | Bigger better faster more!         |
|        | 2 oktober    | 4 Non Blondes                 | Bigger better faster more!         |
| 243    | 9 oktober    | Mariah Carey                  | Music box                          |
|        | 16 oktober   | Mariah Carey                  | Music box                          |
|        | 23 oktober   | Mariah Carey                  | Music box                          |
|        | 30 oktober   | Mariah Carey                  | Music box                          |
| 244    | 6 november   | Meat Loaf                     | Bat out of hell II: Back into hell |
|        | 13 november  | Meat Loaf                     | Bat out of hell II: Back into hell |
|        | 20 november  | Meat Loaf                     | Bat out of hell II: Back into hell |
|        | 27 november  | Meat Loaf                     | Bat out of hell II: Back into hell |
|        | 4 december   | Meat Loaf                     | Bat out of hell II: Back into hell |
|        | 11 december  | Meat Loaf                     | Bat out of hell II: Back into hell |
|        | 18 december  | Meat Loaf                     | Bat out of hell II: Back into hell |
| 245    | 25 december  | Bryan Adams                   | So far so good                     |

Lijsten van nummer 1-albums in de Nederlandse Album Top 100

1969 ·
1970 ·
1971 ·
1972 ·
1973 ·
1974 ·
1975 ·
1976 ·
1977 ·
1978 ·
1979 ·
1980 ·
1981 ·
1982 ·
1983 ·
1984 ·
1985 ·
1986 ·
1987 ·
1988 ·
1989 ·
1990 ·
1991 ·
1992 ·
1993 ·
1994 ·
1995 ·
1996 ·
1997 ·
1998 ·
1999 ·
2000 ·
2001 ·
2002 ·
2003 ·
2004 ·
2005 ·
2006 ·
2007 ·
2008 ·
2009 ·
2010 ·
2011 ·
2012 ·
2013 ·
2014 ·
2015 ·
2016 ·
2017 ·
2018 ·
2019 ·
2020 ·
2021 ·
2022 ·
2023 ·
2024 ·
2025

Lijsten van nummer 1-albums van de Stichting Nederlandse Top 40

1969 ·
1970 ·
1971 ·
1972 ·
1973 ·
1974 ·
1975 ·
1976 ·
1977 ·
1978 ·
1979 ·
1980 ·
1981 ·
1982 ·
1983 ·
1984 ·
1985 ·
1986 ·
1987 ·
1988 ·
1989 ·
1990 ·
1991 ·
1992 ·
1993 ·
1994 ·
1995 ·
1996 ·
1997 ·
1998 ·
1999 ·
2011 ·
2012 ·
2013 ·
2014 ·
2015
- Nederland
- Nederland (Album Top 100)